# Cobla la Principal d'Olot

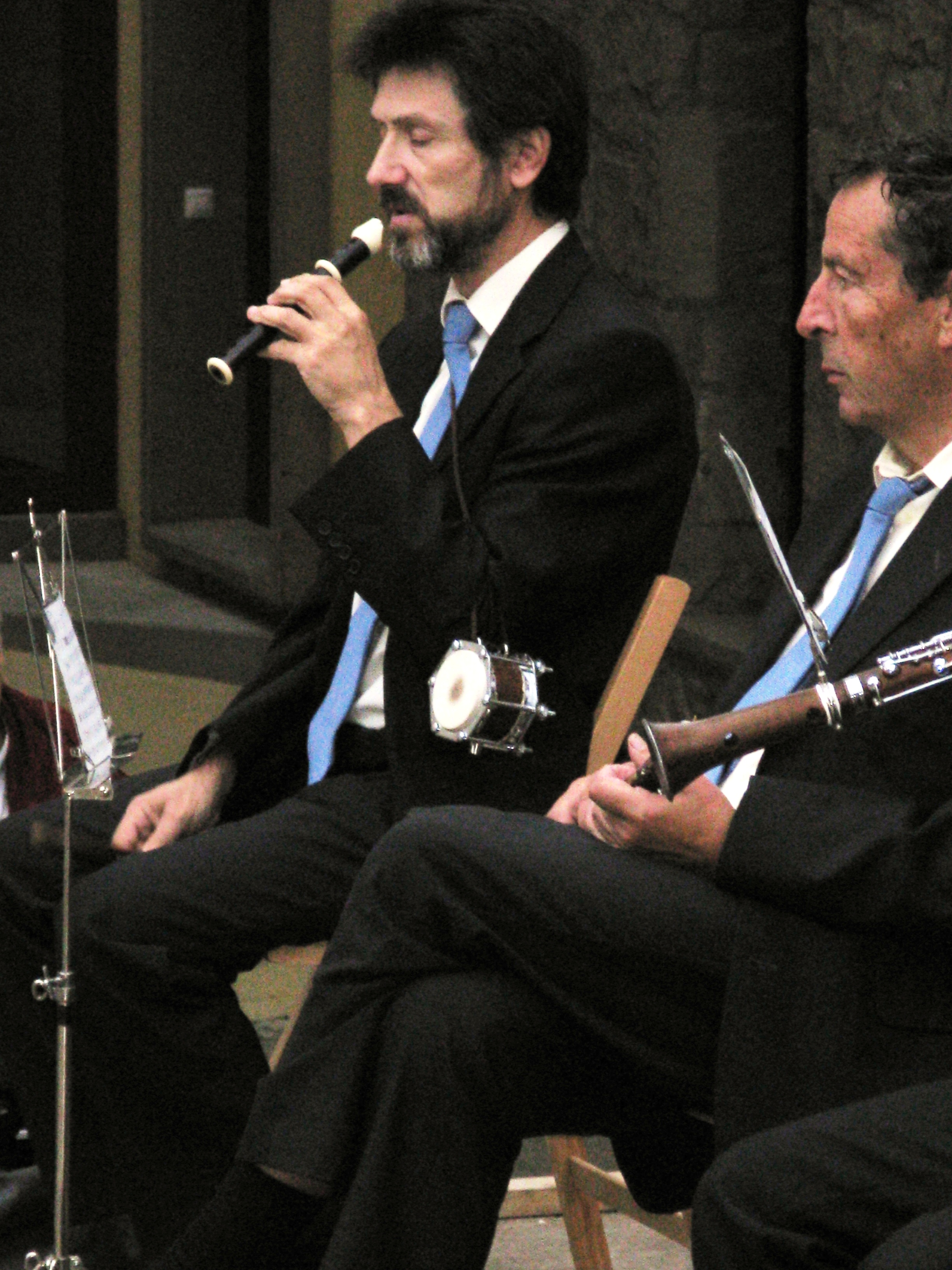
La Principal d'Olot - El Flabiolaire

La Cobla La Principal d'Olot, ben representativa de la capital i de la comarca de la Garrotxa té una llarga història. L'any 1892 ja existia a Olot una formació anomenada Orquestra de Sant Rafel (potser fent referència al carrer on es trobava el seu local). La dirigia el músic Anton Moner i Pascal, originari de Camprodon i veí en aquells moments de La Canya. L'any 1898 es converteix en La Lira Olotenese (més endavant La Lira Olotina), que també va comptar amb la direcció de Miquel Viñolas i Rovira entre 1899 i 1903. Va assolir un bon nivell i merescut prestigi, actuant també fora de la Garrotxa, com per exemple El Vendrell, L'Arboç del Penedès o Barcelona.
L'any 1909 es produeix una escissió, de manera que Anton Moner i altres músics surten de La Lira (que encara va fer actuacions fins a l'any 1912) i es fusionen amb La Principal (coneguda des de 1878 a 1903 com la Cobla d'en Prat, fundada per Patllari Prat i Sagués i continuada pel seu fill, Joan Prat i Vigó), dirigida aleshores per Patllari Prat i Trias (tercera generació de la nissaga, i pare dels músics Joan, Miquel i Lluís Prat i Forga); és així com neix la Cobla-orquestra La Principal Olotina, que en les seves postals de presentació posava Fundada l'any 1898, fent referència a l'any de fundació de la -aleshores- recentment dissolta Cobla-orquestra La Lira Olotina, segons es pot llegir a la carta adreçada a la premsa d'Olot per Anton Moner; amb una mica més de visió de futur, o prescindint una mica de la forta personalitat d'Anton Moner, podien haver posat igualment que s'havien fundat l'any 1878, si haguessin fet referència a la seva provinença de la Cobla d'en Prat. Els primers directors d'aquesta nova formació van ser Patllari Prat i Trias i Anton Moner i Pascal ensems.
Amb aquest nom, van actuar aproximadament fins a l'any 1934, en què el van canviar per anomenar-se La Principal d'Olot. Durant molts anys fou Cobla-orquestra, però des de la temporada 1979-1980 únicament es dedica a la cobla. L'any 1998, amb motiu del seu centenari, la Cobla La Principal d'Olot va rebre la Creu de Sant Jordi.
Avui -octubre de 2020- continua ben viva i activa.